# The Millionaire Paupers
The Millionaire Paupers é um filme mudo norte-americano de 1915, do gênero drama, dirigido por Joe De Grasse e apresentando Lon Chaney. Existe apenas um fragmento do filme.

## Elenco
- Grace Thompson - Enid
- Gretchen Lederer - Mabel
- Lon Chaney - Martin
- Arthur Shirley - Allan
- Marcia Moore
- Millard K. Wilson - George
- Olive Carey (como Olive Golden)
- Miss Wilmer